# La Meauffe
La Meauffe település Franciaországban, Manche megyében. Lakosainak száma 998 fő (2022. január 1.). La Meauffe Airel, Cavigny, Le Mesnil-Rouxelin, Moon-sur-Elle, Rampan, Saint-Clair-sur-l’Elle, Saint-Georges-Montcocq, Villiers-Fossard és Pont-Hébert községekkel határos.

## Népesség
A település népességének változása:
| Lakosok száma | 723  | 1143 | 1141 | 1064 | 1076 | 1069 | 1040 | 1019 | 1009 | 998  |
|               | 1968 | 1982 | 1990 | 2006 | 2013 | 2015 | 2017 | 2019 | 2020 | 2022 |